# ژانگ دانیی
ژانگ دانیی (انگلیسی: Zhang Danyi؛ زادهٔ ۲۳ ژانویهٔ ۱۹۹۵)  بازیکن زن واترپلو اهل چین است.